# Música navideña

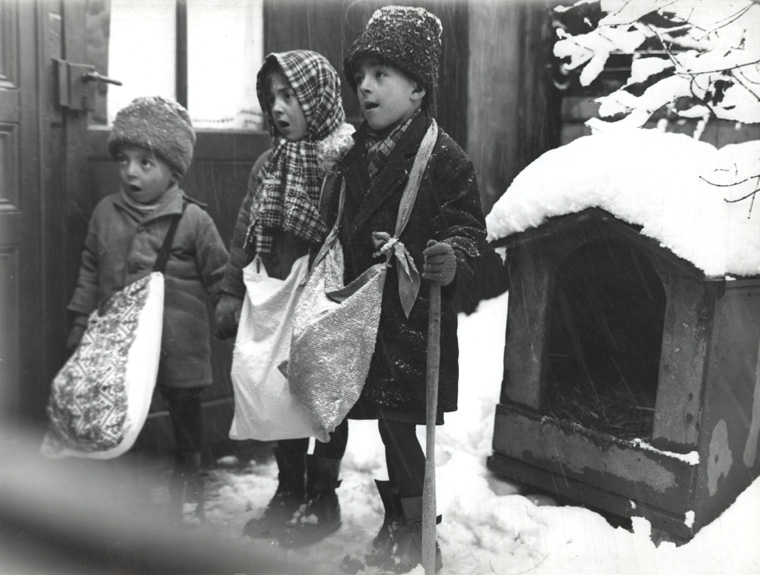
Niños cantando villancicos en Bucarest, Rumania. 1929.

La música navideña comprende una variedad de géneros musicales que se interpretan o escuchan regularmente durante la temporada navideña. La música asociada a la Navidad puede ser puramente instrumental, o en el caso de villancicos o canciones puede emplear letras cuya temática va desde el nacimiento de Jesucristo, pasando por la entrega de regalos y la alegría, pasando por figuras culturales como Papá Noel, entre otros temas. Muchas canciones simplemente tienen un tema de invierno o de temporada, o han sido adoptadas en el canon por otras razones.
Si bien la mayoría de las canciones navideñas anteriores a 1930 eran de carácter religioso tradicional, la era de la Gran Depresión de la década de 1930 trajo una serie de canciones de origen estadounidense, la mayoría de las cuales no hicieron referencia explícita a la naturaleza cristiana de la festividad, sino a los temas y costumbres occidentales tradicionales más seculares asociados con la Navidad. Estas incluían canciones dirigidas a niños como «Santa Claus Is Coming to Town» y «Rodolfo, el reno de la nariz roja», así como canciones sentimentales tipo balada interpretadas por cantantes famosos de la época, como «Have Yourself a Merry Little Christmas» y «White Christmas», el último de los cuales sigue siendo el sencillo más vendido de todos los tiempos a partir de 2018. Elvis' Christmas Album (1957) de Elvis Presley es el álbum de Navidad más vendido de todos los tiempos, vendiendo más de 20 millones de copias en todo el mundo.
Las presentaciones de música navideña en conciertos públicos, iglesias, centros comerciales, calles de la ciudad y reuniones privadas son un elemento básico integral de la temporada navideña en muchas culturas de todo el mundo. Las estaciones de radio a menudo se convierten a un formato de música navideña 24 horas al día, 7 días a la semana antes de la festividad, comenzando a veces tan pronto como el día después de Halloween, como parte de un fenómeno conocido como «adelanto de Navidad».

## Música clásica

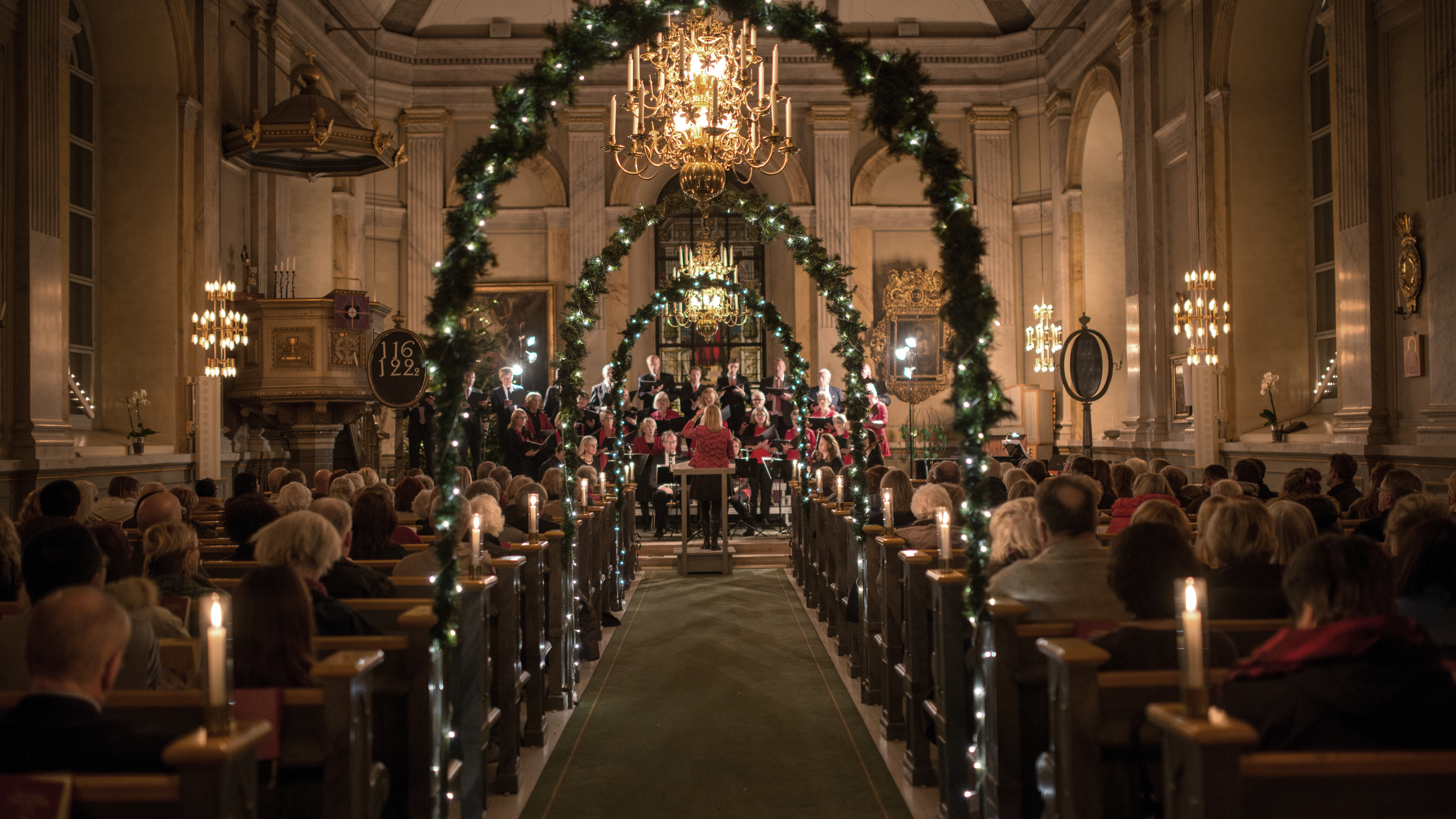
Los conciertos de música clásica son populares en Navidad, como esta presentación en una iglesia de Suecia.

Muchas composiciones religiosas a gran escala se realizan en un concierto en Navidad. Las presentaciones del oratorio El Mesías de George Frideric Handel son un elemento fijo de las celebraciones navideñas en algunos países, y aunque originalmente fue escrito para representaciones en Pascua, cubre aspectos de la narrativa bíblica de la Navidad. El Oratorio de Navidad de Johann Sebastian Bach (Weihnachts-Oratorium, BWV 248), escrito para la Navidad de 1734, describe el nacimiento de Jesús, la anunciación a los pastores, la adoración de los pastores, la circuncisión y el nombramiento de Jesús, el viaje de los Reyes Magos, y la adoración de los Reyes Magos. Arcangelo Corelli compuso el Concierto de Navidad en 1690. Peter Cornelius compuso un ciclo de seis canciones relacionadas con temas navideños que llamó Weihnachtslieder. Estableciendo sus propios poemas para voz solista y piano, aludió a villancicos más antiguos en el acompañamiento de dos de las canciones.
Otras obras clásicas asociadas con la Navidad incluyen:
- Pastorale sur la naissance de N.S. Jésus-Christ (c. 1670) de Marc-Antoine Charpentier
- Christus (1847) un oratorio inacabado de Felix Mendelssohn
- L'enfance du Christ (1853-1854) de Hector Berlioz
- Oratorio de Noël (1858) de Camille Saint-Saëns
- El cascanueces (1892) de Pyotr Ilyich Tchaikovsky[7]
- Fantasia on Christmas Carols (1912) y Hodie (1954), ambos de Ralph Vaughan Williams
- Ceremonia de villancicos (1942) de Benjamin Britten.

## Villancicos navideños

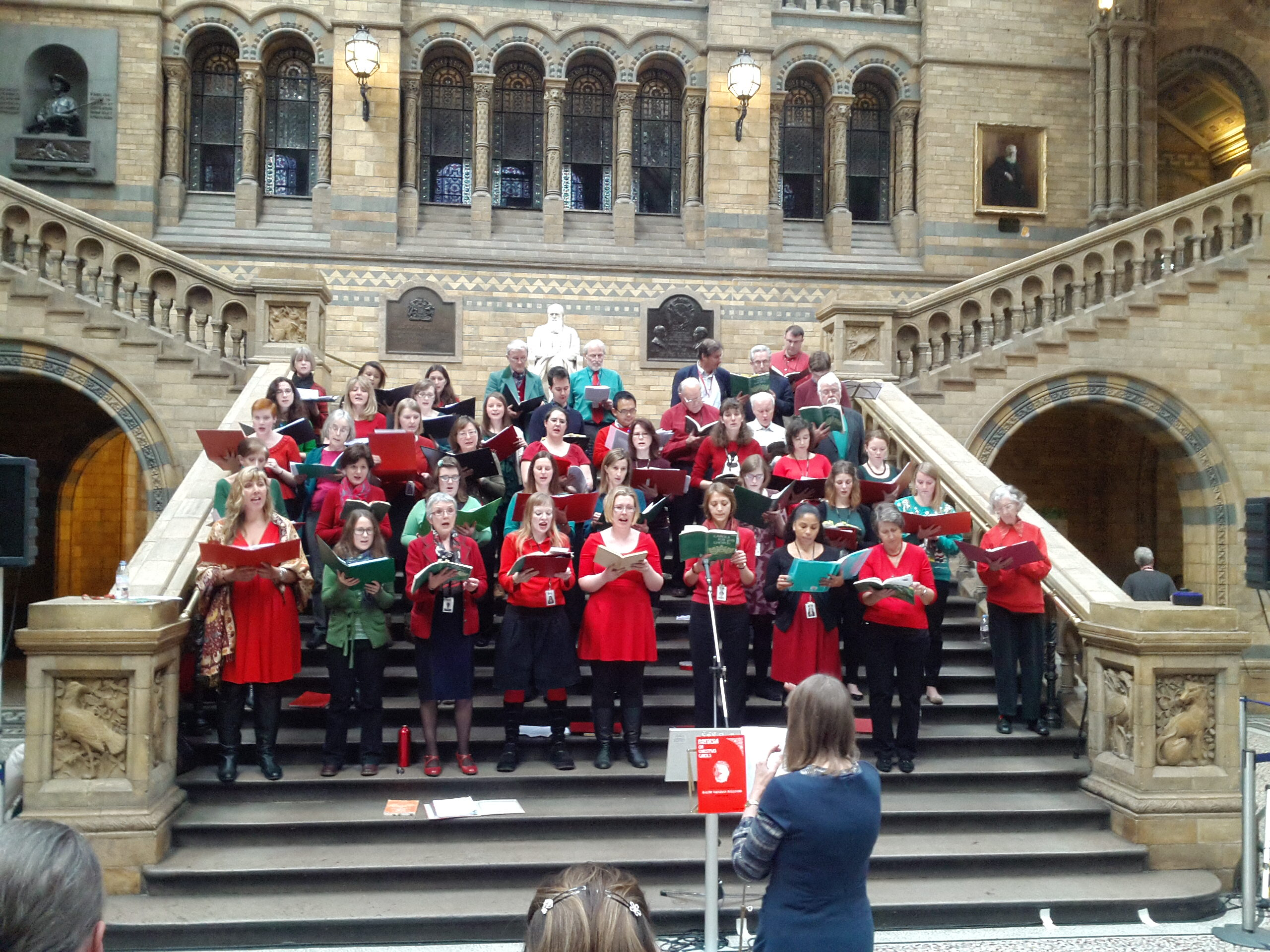
El personal del Museo de Historia Natural de Londres cantando villancicos en el mismo museo.

Las canciones que son tradicionales, incluso algunas sin un contexto religioso específico, a menudo se llaman villancicos navideños. Cada uno de ellos tiene una rica historia, algunos de los cuales se remontan a muchos siglos.

### Estándares en Latinoamérica
Un conjunto popular de villancicos tradicionales que se pueden escuchar en cualquier evento relacionado con la Navidad en Latinoamérica incluye:
- «A la nanita nana»
- «Antón Tiruriru»
- «Arre borriquito»
- «Ay, del chirriquitín»
- «Blanca Navidad»
- «Campana sobre campana»
- «Cascabel»
- «Desde un pesebre»
- «Feliz Navidad»
- «Los peces en el río»
- «Mi burrito sabanero»
- «Santa Claus llegó a la ciudad»
- «Ven a cantar»

### Canciones navideñas seculares tempranas
Entre las primeras canciones navideñas seculares se encuentran «The Twelve Days of Christmas», que apareció por primera vez en 1780 en Inglaterra (su melodía no llegaría hasta 1909); el villancico inglés del West Country «We Wish You a Merry Christmas» tiene antecedentes que datan de la década de 1830, pero no se publicó en su forma moderna hasta que Arthur Warrell lo presentó a un público más amplio en 1935. Como el mito secular de la festividad (como Papá Noel en su forma moderna) surgió en el siglo XIX, al igual que las canciones navideñas seculares. «Up on the House Top» de Benjamin Hanby y «Jolly Old Saint Nicholas» de Emily Huntington Miller estuvieron entre las primeras canciones navideñas explícitamente seculares en los Estados Unidos, ambas de la década de 1860; fueron precedidos por «Jingle Bells», escrito en 1857 pero no explícitamente sobre la Navidad.

### Villancicos recientes
Los villancicos más recientes con derechos de autor sobre la Natividad incluyen «I Wonder as I Wander» (1933), «Mary's Boy Child» (1956), «El niño del tambor» (1941), «Do You Hear What I Hear?» (1962) y "Mary, Did You Know?" (1984).